# Outarde de Macqueen
Pour les articles homonymes, voir Outarde.
Chlamydotis macqueenii
Espèce
Répartition géographique
Statut de conservation UICN

 VU A4acd : Vulnérable
Statut CITES
L'Outarde de Macqueen (Chlamydotis macqueenii) est une espèce d'oiseau appartenant à la famille des Otididae.

## Description
Cette outarde de taille moyenne est d'environ 65 cm de long avec une envergure 140 cm. Elle est brune sur le dessus et blanc en dessous, avec des bandes noires de chaque côté du cou. En vol, les longues ailes montrent de vastes zones de noir et marron sur les plumes et une tache blanche à la base des primaires. Le dessous de l'aile est principalement blanc avec un bord noir. Les deux sexes sont semblables, mais la femelle est plus petite et plus pâle au-dessus. L'outarde de Macqueen est très silencieuse sauf pour les sons que les mâles font dans leur parade sexuelle. Comme d'autres outardes, elles ont une parade flamboyante, soulevant les plumes blanches de la tête et de la gorge, la tête en retrait tout en marchant autour d'un territoire de parade choisi.
Les mâles et les femelles sont presque identiques en plumage, mais les mâles sont légèrement plus grandes que les femelles. Une étude des caractéristiques morphométriques des outardes de MacQueen en provenance du Pakistan sur la base d'environ 79 individus de sexe connu a montré que les mâles étaient de 9 à 15 % plus nombreux que les femelles sur la plupart des mesures. L'utilisation de d'analyse linéaire discriminante a permis l'identification correcte des sexes sur la base de paramètres morphométriques dans environ 99 % des cas.
L'Outarde de Macqueen fut autrefois inclus comme l'une des trois sous-espèces de l'outarde. Le manque de formes intermédiaires sur les bords où leurs distributions répondent (présumés dans la vallée du Nil), les différences de morphologie et les comportements observés, l'a conduit à la surélévation d'espèce à part entière. L'outarde houbara ne mentionne plus que la population d'Afrique du Nord (inclus comme C. undulata undulata de la sous-espèce nominale) et une petite population sur les îles Canaries (C u. Fuertaventurae). MacQueen est plus grande que l'outarde et beaucoup plus pâle. Les plumes sur le sommet de la tête comprennent des plumes longues et courbées qui sont blanche ou noir avec des bases blanches. Dans l'outarde, ces plumes de la crête sont tous blancs et la différence est évidente lors de l'affichage de mâle. Les estimations basées sur la divergence de séquence de l'ADN mitochondrial suggèrent que Chlamydotis macqueenii devait être séparé des espèces C. u. undulata et C. u. fuertaventurae, ancêtres communs il y a près de 430 000 ans. Cette divergence peut avoir commencé il y a 900 000 ans, à un moment d'extrême aridité  les capacités de dispersion des grandes outarde de Macqueen, leurs gènes se sont moins bien mélangé à la différence des modèles génétiques géographiquement structurés représentés par l'outarde d'Afrique.
Le nom de l'espèce vient du collecteur M. MacQueen dont la collection de , elle a été nommée par John Edward Gray dans son catalogue illustré de Zoologie indienne basée sur les collections (certaines étant des illustrations réalisées par des artistes indiens) du major-général Thomas Hardwicke. Il a été suggéré que cela était d'un Major Thomas MacQueen. Elle a été placée dans le genre Otis.

## Protection et conservation
Les Émirats arabes unis ont créé en 2006 à Abou Dhabi The International Found For Houbara Conservation l'IFHC dans le but de contrôler une filière de programme de conservation de l’outarde de houbara. L'objectif est de restaurer des populations d’outardes sur l'ensemble de l'aire de répartition. La stratégie d'Abou Dhabi est basé sur trois piliers :
- Des élevages pour la propagation et le renforcement des populations ;
- l'aide au développement humain ;
- et la connaissance scientifique.

Après des années d'études et de recherches, les techniques d'élevages et de relâchés, tiennent aujourd'hui de référence dans le domaine. Elles ont permis de restaurer grand nombre de populations d'houbara et permet de regarder avec optimisme le futur de l'espèce.

### Centre de reproduction
l'IFHC supervise quatre centres de reproduction de l'outarde dans trois pays ; l'outarde houbara d'Asie est élevé dans trois centres, deux à Abou Dhabi, un au Kazakhstan et l'outarde houbara d'Afrique au Maroc :
- National Avian Rechearch Centre à Abou Dhabi
- Sheik Kalifa Houbara Breeding Center à Abou Dhabi
- Sheik Kalifa Houbara Breeding Center au Kazakhstan
- Emirates Center For Wildlife Propagation au Maroc

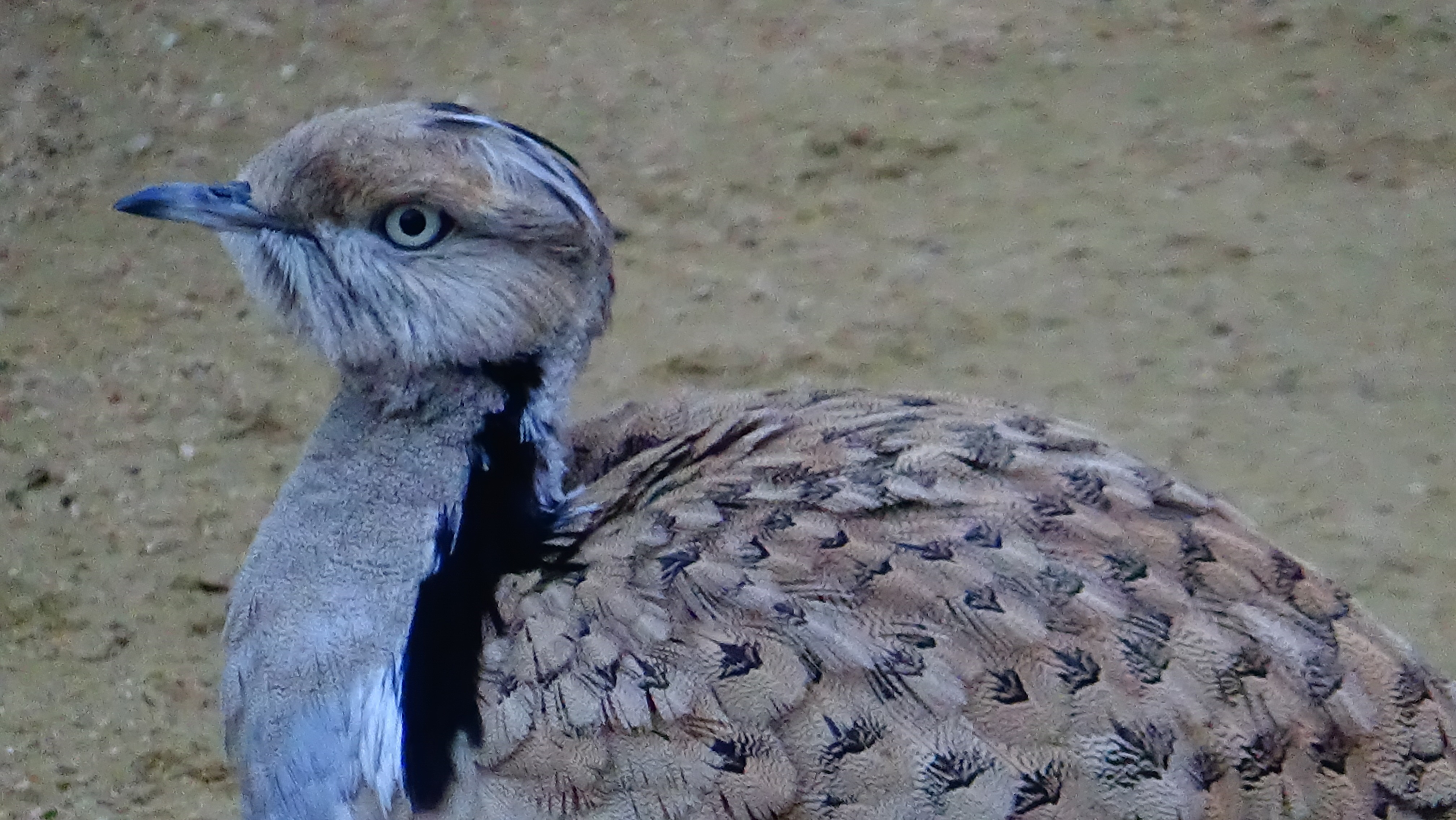
Ménagerie du jardin des plantes - Paris/France
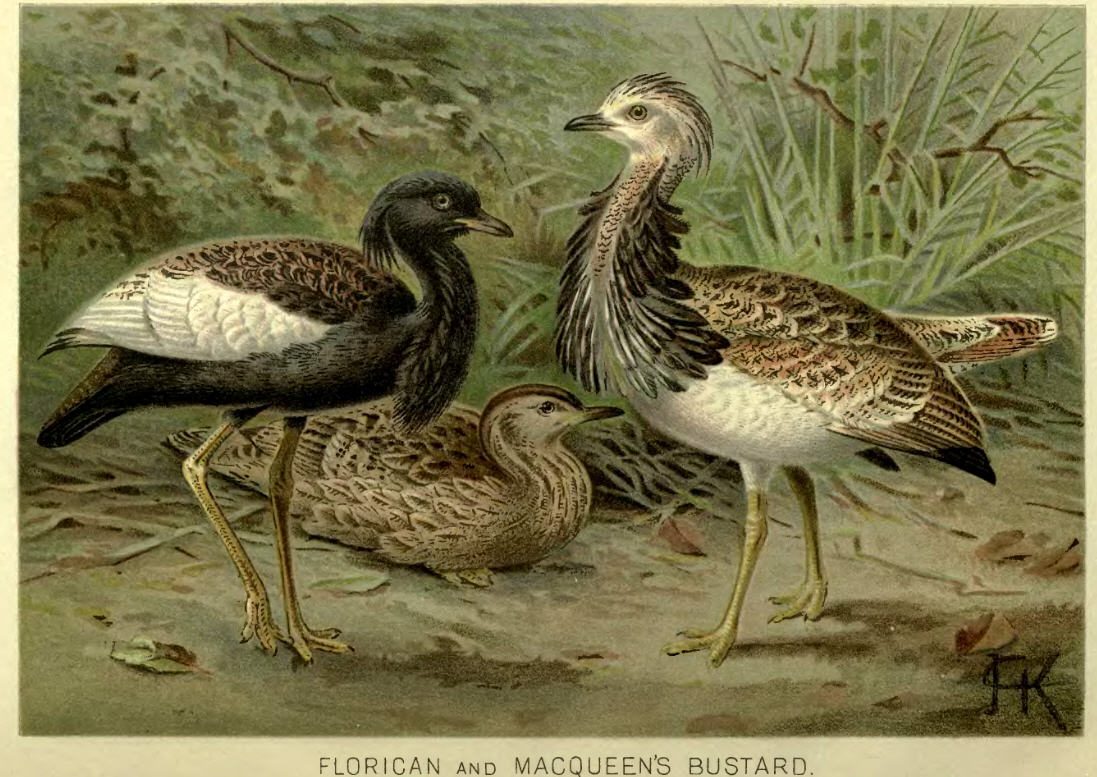
gravure (spécimen de droite)
Répartition géographique et migratoire